# Жан-Лик Пикар
Жан-Лик Пикар (енгл. Jean-Luc Picard) је измишљени лик из америчке научнофантастичне франшизе Звездане стазе, најчешће приказан као капетан звезданог брода Ентерпрајз. Његову улогу тумачи глумац Патрик Стјуарт а Пикар се појавио у телевизијским серијама Звездане стазе: Следећа генерација, једној епизоди Звездане стазе: Дубоки свемир 9, као и у филмовима Звездане стазе: Генерације (1994), Звездане стазе: Први контакт (1996), Звездане стазе: Побуна (1998) и Звездане стазе: Немезис (2002). Такође се појављује као централни лик у серији Звездане стазе: Пикар (2020).